# Гну
Гну (лат. Connochaetes) је род великих папкара који укључује две врсте које обе живе у Африци: белорепи гну (Connochaetes gnou) и обични гну (Connochaetes taurinus). Име „гну“ је настало од ономатопеје гласа гнуа.
Фосилни записи сугеришу да су се ове две врсте разишле пре око милион година, што је резултирало северном и јужном врстом. Обични гну је остао у свом првобитном распону и веома се мало променио у односу на врсту предака, док се белорепи гну више променио као адаптација на своје отворено станиште на пашњацима на југу. Најочигледнији начин разликовања ове две врсте су разлике у њиховој боји и начину на који су њихови рогови оријентисани.

## Класификација

### Таксономија и еволуција
Гну, род Connochaetes, сврстава се у породицу Bovidae и потпородицу Alcelaphinae, где су њени најближи рођаци хартбист (Alcelaphus spp), хирола (Beatragus) и врсте из рода Damaliscus, као што су топи антилопа и бонтебок. Име Connochaetes дао је немачки зоолог Хинрих Лихтенштајн 1812. године.
Холандски досељеници су први пут открили гну око 1700. године, на путу ка унутрашњости Јужне Африке. Због сличности са дивљим говедима, ови људи су их звали „дивљи во”. Обични гну је првобитно био познат западњацима у северном делу Јужне Африке век касније, током 1800-их.
Почетком 20. века, једна врста гнуа, C. albojubatus, идентификована је у источној Африци. Године 1914. уведене су две засебне расе гнуа, и то Gorgon a. albojubatus („Ати белобради гну“) и G. a. mearnsi („Лоита белобради гну“). Међутим, 1939. године, њих две су поново спојене у једну расу, Connochaetes taurinus albojubatus. Средином 20. века препозната су два одвојена облика, Gorgon taurinus hecki и G. t. albojubatus. Коначно, идентификоване су две различите врсте гнуова - обични и белорепи гну. Обични гну је у почетку био стављен у засебан род, Gorgon, док је белорепи гну припадао роду Connochaetes. Данас су уједињени у јединствени род Connochaetes, при чему је белорепи гну назван C. gnou и обични гну C. taurinus.
Према анализи митохондријалне ДНК, процењује се да се белорепи гну одвојио од главне лозе током средњег плеистоцена и постао посебна врста пре око милион година. Израчуната је стопа дивергенције од око 2%. Сматра се да подела није изазвана конкуренцијом за ресурсе, већ зато што је свака врста усвојила другачију еколошку нишу и заузела другачији трофички ниво.
Фосили обичног гнуа који датирају од пре око 2,5 милиона година су уобичајени и широко распрострањени. Пронађени су у пећинама са фосилима у Колевци човечанства северно од Јоханезбурга. На другим местима у Јужној Африци има их у изобиљу на местима као што су Еландсфонтејн, Корнелија и Флорисбад. Најранији фосили белорепог гнуа пронађени су у седиментној стени у Корнелији у Слободној држави и датирају пре око 800.000 година. Данас је познато пет подврста обичног гнуа, док белорепи гну нема ниједну именовану подврсту.

### Генетика и хибриди
Диплоидни број хромозома код гнуа је 58. Хромозоми су проучавани код мужјака и женке гнуа. Код женки је утврђено да су сви осим пара веома великих субметацентричних хромозома акроцентрични. Метафазе су проучаване у мушким хромозомима и ту су пронађени веома велики субметацентрични хромозоми, слични онима код женки, како по величини тако и по морфологији. Остали хромозоми су били акроцентрични. X хромозом је велик и акроцентричан, док је Y хромозом мали.
Познато је да се ове две врсте гнуа хибридизују. Пријављено је да се мужјаци белорепог гнуа паре са женком обичног гну и обрнуто. Разлике у друштвеном понашању и стаништима су историјски спречавале међуспецифичну хибридизацију између врста, али до хибридизације може доћи када су обе затворене унутар истог подручја. Добијени потомци су обично плодни. Студија ових хибридних животиња у природном резервату Спиоенкоп Дам у Јужној Африци открила је да су многе јединке имале неповољне абнормалности у погледу зуба, рогова и интрастуралних костију у лобањи. Друга студија је пријавила повећање величине хибрида у поређењу са било којим од његових родитеља. Код неких животиња, бубни део темпоралне кости је јако деформисан, а код других су палчана и лакатна кост спојене.

### Карактеристике врсте
Обе врсте гнуа су парнопрсти, рогати, сивкасто-браон копитари који подсећају на говедо. Мужјаци су већи од женки и оба пола имају тешке предње ноге у поређењу са задњим. Они имају широке њушке, римске носове и чупаве гриве и репове. Најупечатљивије морфолошке разлике између белорепог и обичног гнуа су оријентација и закривљеност њихових рогова и боја длаке. Обични гну је већи. Код мужјака, обични гну је висок 150 cm (59 in) на рамену и тежак је око 250 kg (550 lb), док је црни гну висок 111–120 cm и тежак је око 180 kg (400 lb). Код женки, обични гну има висину рамена од 135 cm (53 in) и тежи 180 kg (400 lb), док су женке белорепог гнуа високе 108 cm (43 in) на рамену и теже 155 kg (342 lb). Рогови обичног гнуа извирују на страну, затим се савијају надоле пре него што се савијају ка лобањи, док се рогови белорепог гнуа савијају напред, а затим наниже пре него што се на врховима савијају нагоре. Обични гну обично је тамносиве боје са пругама, али може имати плавкасти сјај. Белорепи гну има смеђу длаку, са гривом која варира у боји од крем до црне, и репом крем боје. Обични гну живи у разним стаништима, укључујући шуме и травњаке, док белорепи гну има тенденцију да живи искључиво на отвореним пашњацима. У неким областима, обични гну мигрира на велике удаљености зими, док белорепи гну не мигрира. Млеко женке белорепог гнуа садржи више протеина, мање масти и мањи садржај лактозе од млека обичног гнуа. Дивљи гну могу да живе више од 40 година, иако је њихов просечан животни век око 20 година.

## Опис
Гну је висок од 1,15 до 1,4 метара у раменима и може да тежи од 150 до 250 килограма.
Гну може да живи и више од 20 година.

## Исхрана
Претежно се хране травом. Сезонски карактер афричких травњака — савана — присиљава гнуове да мигрирају у току године. Главна миграција је у мају, када више од милион животиња напушта ливаде и одлази у шуме. У новембру са првим кишама се враћају у равнице.
Гну је важан део екосистема савана. Њихова балега ђубри земљиште а њихова паша и гажење копитима подстиче нови раст траве.

## Размножавање
Женке гнуа се теле лети у равницама. Теле може да хода неколико минута после рођења, а после неколико дана може да прати крдо.
После тељења почиње сезона парења. Доминантни мужјаци бране територију коју су обележили балегом и феромонима који су произведени у мирисним жлездама у копитима. Потчињени мужјаци формирају крда самаца.

## Грабљивци
Они су важан плен за грабљивице као што су лавови и хијене.

## Распрострањеност
Насељавају равнице и ретке шуме у јужној Африци, посебно Серенгети. У Зимбабвеу се гну налази у нижим пределима централног платоа на североистоку, југу и југозападу. Нису присутни у долини Замбезија највероватније због мува Це-Це. Спектакуларне концентрације гнуа се могу видети у националном парку Хванге на степама Нгамо за време кишног периода.